# نزلة الجنيدي
قرية نزلة الجنيدى هي إحدى القرى التابعة لمركز الواسطى في محافظة بني سويف في جمهورية مصر العربية. حسب إحصاءات سنة 2006، بلغ إجمالي السكان في نزلة الجنيدى 1984 نسمة، منهم 1011 رجل و973 امرأة.